# Языки Узбекистана
Языковая картина Узбекистана характеризуется рядом своеобразных черт, которые появились в результате политических и исторических процессов XX века. В качестве родного языка в стране преобладает узбекский язык. Его считает родным порядка 80 % населения (в основном — этнические узбеки); оставшиеся 20 % населения родными считает несколько десятков других языков. Одним из самых распространённых родных языков является русский  язык. Он же чаще всего выступает в роли второго, третьего и/или иностранного языка для большей части нерусского населения республики. Статус этих двух важнейших языков республики менялся на протяжении XX—XXI веков.

## Классификация
Большая часть языков страны относится к двум крупным языковым общностям: к тюркской ветви алтайской семьи и к индоевропейской семье. К тюркской группе относятся узбекский, каракалпакский, казахский, туркменский, уйгурский, киргизский и азербайджанский языки, на которых говорит более 85 % населения республики. Из индоевропейских языков наиболее широко представлены русский и таджикский языки; в последнее время используется и получает широкое развитие (в качестве иностранного) также и английский язык.

## Ведущие языки
В Узбекской ССР оба ведущих языка — узбекский и русский — имели равноправный официальный статус. Тем не менее, реальный уровень знания обоих языков был различным среди разных групп населения. Так, русское население в большинстве своём слабо владело узбекским языком, а среди узбеков горожане владели русским гораздо лучше, чем жители сельской местности. В целом, общий уровень владения русским языком в стране был и остаётся чуть ниже, чем в соседних Казахстане и Кыргызстане, но выше, чем в Туркменистане и Таджикистане.
Используя отсутствие пункта о государственном языке в Конституции СССР 1977 года, в октябре 1989 года власти Узбекской ССР провозгласили узбекский язык государственным; русский язык при этом был наделён статусом языка межнационального общения, который он официально сохранял до 21 декабря 1995 года. В новой редакции закона русский язык не упоминается, статья 4 новой Конституции страны провозглашает государственным языком страны узбекский. Тем не менее, на территории республики сохранилась и продолжает действовать сеть государственных учебных заведений на русском и некоторых других языках. Сегодня в Узбекистане функционируют множество газет и журналов на русском языке, а также 848 школ с русским языком обучения с общим количеством обучающихся в 372256 человек. Вместе с тем, с 1 ноября 2012 года по приказу министерства юстиции республики русский язык вновь разрешили использовать при оформлении документов в органах ЗАГС. Де-факто русский язык имеет широкое распространение даже в официальных документах и отчётах и считается де-факто официальным языком страны наряду с узбекским.

## Региональные языки
Помимо узбекского языка, который является государственным по всей стране, в ряде регионов используются и другие языки. Так, на территории автономной республики Каракалпакстан официальным является также и каракалпакский язык. В Сохском районе Ферганской области, который со всех сторон окружён территорией республики Кыргызстан, 99,4 % населения (около 58 тыс. человек) составляют этнические таджики. В районном центре Соха выходит еженедельная газета "Садои Сох" на таджикском языке. В районе функционируют 24 школы, 2 лицея и 2 колледжа с таджикским языком обучения. СМИ, школы, лицеи, колледжи и отделения вузов на таджикском языке функционируют в Сурхандарьинской, Самаркандской, Бухарской, Наманганской и других областей с компактным таджикским населением. В Ташкентской и Навоийской областях, а также в Республике Каракалпакстан функционируют школы и отделения вузов с казахским языком обучения. В Хорезмской области и Республике Каракалпакстан функционируют школы с туркменским языком обучения.
Всего в Узбекистане функционируют 848 русских, 417 казахских, 377 каракалпакских, 256 таджикских, 60 киргизских, 43 туркменских школ.

## Сфера применения
Языки Узбекистана традиционно различаются по степени своей функциональности в зависимости от сферы употребления. Так, доля русского языка в качестве языка повседневного, внутрисемейного и делового общения значительно превышает долю считающих его родным. С другой стороны, целый ряд других миноритарных языков республики (таджикский, казахский, каракалпакский и др.) употребляются почти исключительно во внутрисемейном общении и слабо представлены в деловой и общественной сферах.